# Liste des conseillers régionaux de la Mayenne

## Mandature 2021 - 2028

### Liste des conseillers régionaux
| Nom | Nom                     | Parti       | Groupe                                        | Autres mandats                                 |
| --- | ----------------------- | ----------- | --------------------------------------------- | ---------------------------------------------- |
|     | Daniel Gendry           | DVD         | Union centriste                               | Maire de Niafles                               |
|     | Philippe Henry          | UDI         | Union centriste                               | Maire de Château-Gontier-sur-Mayenne           |
|     | Gilles Ligot            | DVD         | Union centriste                               | Maire de Vautorte                              |
|     | Florence Desillière     | LR          | Républicains, divers droite et société civile |                                                |
|     | Samia Soultani-Vigneron | LR puis DVD | Républicains, divers droite et société civile | Conseillère municipale de Laval                |
|     | Guillaume Garot         | PS          | Le Printemps des Pays de la Loire             | Député de la Mayenne                           |
|     | Solène Mesnager         | EÉLV        | L’Écologie ensemble, solidaire et citoyenne   | Conseillère municipale de Javron-les-Chapelles |

## Mandature 2015 - 2021

### Liste des conseillers régionaux
| Nom | Nom                                            | Parti | Groupe                                                                                    | Autres mandats |
| --- | ---------------------------------------------- | ----- | ----------------------------------------------------------------------------------------- | --- |
|     | Florence Desillière                            | DVD   | Les Républicains et apparentés                                                            | Présidente de la Chambre d'agriculture de la Mayenne (jusqu'à son élection au CR) |
|     | Yannick Favennec                               | UDI   | Union centriste                                                                           | Député de la troisième circonscription de la Mayenne |
|     | Philippe Henry                                 | UDI   | Union centriste                                                                           | Maire de Château-Gontier, président de la Communauté de communes du Pays de Château-Gontier, président du groupe « Union centriste », vice-président du Conseil départemental de la Mayenne (jusqu'à son élection au CR) |
|     | Bruno de la Morinière                          | FN    | Rassemblement national des PDL puis Alliance des PDL - Traditions et Libertés (oct. 2019) | |
|     | Marie-Noëlle Tribondeau (à partir d'août 2020) | PS    | Socialiste, écologiste, radical et républicain                                            | Mairesse de Bierné-les-Villages, 1ère vice-présidente de la Communauté de communes du Pays de Château-Gontier. |
|     | Samia Soultani-Vigneron                        | LR    | Les Républicains et apparentés                                                            | Adjointe au maire de Laval, vice-présidente de Laval Agglo (jusqu'en juin 2017), conseillère municipale de Laval (à partir de juillet 2020).                                                                             |

### Modifications en cours de mandat
|  | Identité               | Étiquette | Groupe                                         | Autres mandats | Raisons                                                                                                 |
|  | ---------------------- | --------- | ---------------------------------------------- | --- | --- |
|  | Jean-Pierre Le Scornet | PS        | Socialiste, écologiste, radical et républicain | Adjoint au maire de Mayenne, vice-Président de Mayenne Communauté (jusqu'en juillet 2020), maire de Mayenne et vice-Président de Mayenne Communauté (à partir de juillet 2020). | Démission le 12 août 2020, conformément à se promesse de ne plus être élu régional s'il devenait maire. |

## Mandature 2010 - 2015

### Liste des conseillers régionaux de la Mayenne[2]
| Nom | Nom                                               | Parti                      | Groupe                               | Autres mandats                                                                              |
| --- | ------------------------------------------------- | -------------------------- | ------------------------------------ | ------------------------------------------------------------------------------------------- |
|     | Loïc Bédouet                                      | PS                         | Socialiste radical                   | Adjoint au maire de Laval, vice-président de Laval Agglo (jusqu'en 2014)                    |
|     | Julie Cochin                                      | PCF                        | Parti communiste français            | Adjointe au maire de Bouguenais (Loire-Atlantique, à partir de mars 2014)                   |
|     | Yannick Favennec                                  | UMP (2010 - 2012) puis UDI | Union des démocrates et indépendants | Député de la troisième circonscription de la Mayenne                                        |
|     | Andrée Gaudoin                                    | PS                         | Socialiste radical                   |                                                                                             |
|     | Jean-Pierre Le Scornet                            | PS                         | Socialiste radical                   | Adjoint au maire de Mayenne, vice-président de la Communauté de communes du Pays de Mayenne |
|     | Michel Perrier                                    | Les Verts                  | Europe Écologie - Les Verts          | Conseiller municipal de Bonchamp-lès-Laval (à partir de 2014)                               |
|     | Samia Soultani-Vigneron (à partir d'octobre 2014) | UMP                        | Union pour un mouvement populaire    | Adjointe au maire de Laval, vice-présidente de Laval Agglo                                  |

### Conseiller démissionnaire en cours de mandat
| Nom | Nom               | Parti                               | Groupe             | Date et motif de la démission         | remplacé par                  |
| --- | ----------------- | ----------------------------------- | ------------------ | ------------------------------------- | ----------------------------- |
|     | Élisabeth Doineau | AC (2010-2012) puis UDI (2012-2014) | Alliance centriste | Octobre 2014 : Cumul (élue sénatrice) | Samia Soultani-Vigneron (UMP) |

## Mandature 2004 - 2010
Le département de la Mayenne compte six conseillers régionaux sur les quatre-vingt-treize élus qui composent l'assemblée du conseil régional des Pays de la Loire issus des élections des 9 et 13 décembre 2015. Dans les deux mandats précédents, le département possédait sept élus.
Les élus mayennais sont répartis en deux élus de l'Union des démocrates et indépendants, une de Les Républicains, une société civile divers droite, un élu du Parti socialiste et un du Front national.

### Liste des conseillers régionaux
| Nom | Nom                    | Parti                                  | Groupe                             | Autres mandats                                                                              |
| --- | ---------------------- | -------------------------------------- | ---------------------------------- | ------------------------------------------------------------------------------------------- |
|     | Loïc Bédouet           | PS                                     | Socialiste radical                 | Adjoint au maire de Laval, vice-président de Laval Agglo (à partir de 2008)                 |
|     | Yannick Favennec       | UMP                                    | Union pour un mouvement populaire  | Député de la troisième circonscription de la Mayenne                                        |
|     | Andrée Gaudoin         | PS                                     | Socialiste radical                 |                                                                                             |
|     | Marguerite Géré        | UMP                                    | Union pour un mouvement populaire  | Maire de Saint-Loup-du-Dorat (jusqu'en 2008)                                                |
|     | Jean-Pierre Le Scornet | PS                                     | Socialiste radical                 | Adjoint au maire de Mayenne, vice-président de la Communauté de communes du Pays de Mayenne |
|     | Françoise Marchand     | Les Verts                              | Les Verts                          | Conseillère municipale de Laval puis adjoint au maire de Laval à partir de 2008.            |
|     | François Zocchetto     | UDF (2004-2008) puis Modem (2007-2008) | Union pour la démocratie française | Sénateur de la Mayenne                                                                      |